# Letizia Borghesi
Letizia Borghesi (* 16. Oktober 1998 in Cles) ist eine italienische Radrennfahrerin.

## Sportlicher Werdegang
Borghesi begann im Alter von 12 mit dem Radsport nach dem Vorbild ihres Vaters, der als Amateur einige Erfolge gesammelt hatte. Auch ihre jüngere Schwester Giada Borghesi ist als Rennfahrerin aktiv. Seit 2017, mit dem Erreichen der Volljährigkeit, war Letizia Borghesi für mehrere italienische Radsportteams aktiv. 2019 gewann sie aus einer Ausreißergruppe heraus eine Etappe des Giro Donne, nachdem ihre Konkurrentin zu früh gejubelt hatte.
Anfang 2020 war sie von einer Viruserkrankung betroffen, die ihre Sehkraft beeinträchtigte. Nachdem sie diese überwunden hatte, kam sie zum ersten Einsatz in der Nationalmannschaft bei den Straßenradsport-Europameisterschaften 2020. In der Flandern-Rundfahrt 2021 kam sie unfreiwillig in die Nachrichten: Sie wurde disqualifiziert, nachdem sie Zuschauern eine Trinkflasche zugeworfen hatte, was die Jury als Verstoß gegen eine neue Regel zur Müllentsorgung gewertet wurde. Diese Auslegung traf auf Kritik und wurde in der Folge revidiert.
2022 wechselte Borghesi zu EF Education-Tibco-SVB und fuhr damit erstmals für ein WorldTeam. Sie nahm seit diesem Wechsel auch Gravelrennen in ihr Programm auf, wobei sie bei den Weltmeisterschaften 2022 Achte wurde und bei den Europameisterschaften 2024 Vierte. Bei Classic Lorient Agglomération 2024 erreichte sie erstmals die Top 10 eines Eintagesrennens der WorldTour. Im Frühjahr 2025 kam sie auf den sechsten Rang bei der Flandern-Rundfahrt, eine Woche später erzielte sie ihr bis dahin bedeutendstes Ergebnis mit einem zweiten Platz bei Paris–Roubaix.
Während der Wintersaison fährt Borghesi auch Cyclocrossrennen. 2024 und 2025 war sie Zweite bzw. Dritte der italienischen Meisterschaften.

## Erfolge
2019
eine Etappe Giro Donne